# Robert Higgs
Robert Higgs (født 1. februar 1944) er en amerikansk økonom tilhørende den såkaldte østrigske skole. 

Higgs har udgivet en række bøger om økonomi, herunder:
- The Transformation of the American Economy, 1865-1914 (1971)
- Competition and Coercion: Blacks in the American Economy, 1865-1914 (1977; paperback 1980)
- Crisis and Leviathan: Critical Episodes in the Growth of American Government (1987)
- Against Leviathan: Government Power and a Free Society (2004)
- Resurgence of the Warfare State: The Crisis Since 9/11 (2005)
- Depression, War and Cold War: Studies in Political Economy (2006)
- Politická ekonomie strachu ("The Political Economy of Fear") (udgivet på tjekkisk; 2006)
- Neither Liberty Nor Safety: Fear, Ideology, and the Growth of Government (2007)